# ローベルト・シュペーマン
ローベルト・シュペーマン（Robert Spaemann、1927年5月5日 - 2018年12月10日）は、ドイツの哲学者。ヨアヒム・リッターが形成したリッター学派（Ritter-Schule、リッターシューレ）の中心人物でもあった。

## 経歴
1927年、ベルリンに生まれる。ミュンスター大学で学び、1962年に同大学より教授資格を取得した。シュトゥットガルト大学、ハイデルベルク大学、ミュンヘン大学で哲学教授を歴任し、1992年よりミュンヘン大学名誉教授に就任。ザルツブルク大学名誉教授でもあり、2012年にはルブリン・カトリック大学より彼は、名誉博士号を授与された。
リオデジャネイロ大学、ザルツブルク大学、ソルボンヌ大学における客員教授や中国社会科学院会員も務めた。 

## 業績

### 英語の本
- 基本的な道徳的概念、トランス。 TJアームストロング。ロンドン：ラウトレッジ、1990年（1982年）。
- 人類学のエッセイ：テーマのバリエーション、トランス。 Guido DeGraaffとJamesMumford。オレゴン州ユージーン：Cascade Books、2010年（1987年）。
- 幸福と慈悲、トランス。 J.アルバーグ。エジンバラ：T＆Tクラーク、2000年（1989年）。
- 人：「誰か」と「何か」の違い、トランス。オリヴァー・オドノヴァン。オックスフォード：オックスフォード大学出版局、2006年（1996年）。
- 人間の生命の愛と尊厳：自然と自然法について、DLシンドラーによる序文。 Eerdmans Publishing Co。：ミシガン州グランドラピッズ、2012年。
- ロバート・シュペーマンの読者：自然、神、そして人間に関する哲学的エッセイ、編。 ＆トランス。 DCシンドラー＆ジーンヘファーマンシンドラー。オックスフォード：オックスフォード大学出版局、2015年。

### 英語の文
- 「平等の問題に関する意見」、倫理87（1976–77）、363-69。
- 「道徳的問題としての副作用」、トランス。フレデリック・S・ガーディナー、現代ドイツ哲学、 vol。 2、ed。ダレルE.クリステンセン、マンフレートリーデル、ロバートシュペーマン、ライナーウィール、ウォルフガングウィーランド（ユニバーシティパーク：ペンシルベニア州立大学出版局、1983年）、138-51。
- 「「右」と「左」のオントロジーに関する意見」、 Graduate Faculty Philosophy Journal 10.1（1984）、89-97。
- 「すべての人間は人ですか？」トランス。リチャードシェンク、OP、トマス主義60（1996）、463-74。
- 「神への合理性と信仰」、トランス。 DCシンドラー、コミュニオ：国際カトリックレビュー32.4（2005年冬）、618-636。
- 「死が非人間的になるとき」、トランス。エイドリアンJ.ウォーカー、コミュニオ：国際カトリックレビュー33.2（2006年夏）、298-300。
- 「生まれた、作られていない」トランス。 Michelle K. Borras、 Communio：International Catholic Review 33.2（Summer 2006）、290-297。
- ホルガー・ザボロスキー、 「約束と許しができる動物」、トランス。レスリーライス、コミュニオ：国際カトリックレビュー34.4（2007年冬）、511-521。
- 「どうやってあなたがしたことをすることができますか？」トランス。レスリーM.ライス、コミュニオ：国際カトリックレビュー36.4（2009年冬）、643-651。
- 「脳死は人間の死ですか？」 Communio：International Catholic Review 38.2（Summer 2011）、326-340。
- 「教育する勇気」、 Communio：International Catholic Review 40.1（Spring 2013）、48–63。

### ドイツ語の本
- ルソー–MenschoderBürger。 Das Dilemma derModerne。 Klett-Cotta、シュトゥットガルト2008、ISBN 978-3-608-94245-3
- Der letzteGottesbeweis。 Pattloch Verlag 2007、ISBN 978-3-629-02178-6
- DasunsterblicheGerücht。 Die Frage nach Gott und der Aberglaube derModerne。 Klett-Cotta、シュトゥットガルト2005、ISBN 3-608-94452-4 。 Neuausgabe als：NatürlicheZiele。 Klett-Cotta、シュトゥットガルト2005、ISBN 3-608-94121-5
- NatürlicheZiele。 Geschichte und Wiederentdeckung des teleologischenDenkens。シュトゥットガルト：Klett-Cotta、2005、ISBN 3-608-94121-5
- グレンゼン。 Zur ethischen Dimension desHandelns。 Klett-Cotta、シュトゥットガルト2001、ISBN 3-608-91027-1
- Der Ursprung der Soziologie aus dem Geist derRestauration。 StudienüberLouise-ガブリエルデボナルド。 Kösel、München1959; 2.2。 A. Klett-Cotta、シュトゥットガルト1998、ISBN 3-608-91921-X
- Tötenodersterbenlassen？ Euthanasiedebatte gehtのワーム（ミットトーマスフックス）。 Herder Verlag 1997
- 人格。 VersucheüberdenUnterschiedzwischen「etwas」と「jemand」。 Klett-Cotta、シュトゥットガルト1996、ISBN 3-608-91813-2
- ZurkirchlichenErbsündenlehre。 Stellungnahmen zu einer brennenden Frage（mitAlbertGörres、ChristophSchönborn）。 （Sammlung Kriterien 87）、Johannes Verlag Einsiedeln Freiburg 1994、ISBN 3-89411-303-0
- ReflexionundSpontanität。 StudienüberFénelon。コールハンマー・フェアラーグ、シュトゥットガルト1963; 2.2。 A. Klett-Cotta、シュトゥットガルト1990、ISBN 3-608-91334-3
- GlückundWohlwollen。 VersuchüberEthik。 Klett-Cotta、シュトゥットガルト1989、ISBN 3-608-91556-7
- DasNatürlicheundVernünftige。 AufsätzezurAnthropologie。 Piper Verlag（Serie Piper 702）、München1987、3-492-10702-8
- 哲学エッセイ。 Reclam（UB 7961）、シュトゥットガルト1983; 2.えーと。 A.ebd。 1994、ISBN 3-15-007961-6
- MoralischeGrundbegriffe。 Beck Verlag（Beck'sche Reihe 256）、ミュンヘン1982、ISBN 3-406-45442-9
- ルソー–ビュルガーオーネヴァターランド。 Von der Polis zurNatur。 Piper Verlag、ミュンヘン1980、ISBN 3-492-10579-3
- Einsprüche。 ChristlicheReden。 Johannes Verlag Einsiedeln Freiburg 1977、ISBN 3-265-10195-9
- Die Frage Wozu？ Geschichte und Wiederentdeckung des teleologischen Denkens（mitReinhardLöw）。 Piper（Serie Piper 748）、ミュンヘン1981
- Zur Kritik der politischenUtopie。 Zehn Kapitel politischerPhilosophie。 Klett-Cotta、シュトゥットガルト1977、ISBN 3-12-910110-1

### ドイツ語の記事
- ヘルマンリュッベ（Hrsg。 ）：ウォズ哲学？ Stellungnahmen einesArbeitskreises 。 De Gruyter、ベルリン1978、ISBN 3-11-007513-X 。
- Robert Spaemann： Die christliche Religion und das Ende des modernenBewusstseins。で：Internationale Katholische ZeitschriftCommunio 。番号3. 1979、S。256f。
- Robert Spaemann： BestialischeQuälereienTagfürTag。で： DeutscheZeitung。 33、1979。 Auchveröffentlichtunter： WeltdesGrauens。で： Kritik derTierversuche。 KüblerVerlag、Lambertheim 1980、ISBN 3-921265-24-X 、  。
- Peter Thomas Geach 、 Fernando Inciarte、Robert Spaemann： PersönlicheVerantwortung 。アダマス、ケルン1982、ISBN 3-920007-78-6 。
- Robert Spaemann： TierschutzundMenschenwürde。で：ウルスラM.ヘンデル（Hrsg。 ）： Tierschutz-テストフォールアンセラーMenschlichkeit。 Fischer Taschenbuchverlag GmbH、フランクフルト・アム・マイン1984、ISBN 3-596-24265-7 、S。71–81。
- Robert Spaemann、 Wolfgang Welsch 、 Walther Christoph Zimmerli ： ZweckmässigkeitundmenschlichesGlück 。 FränkischerTag、バンベルク1994、ISBN 3-928648-12-8 。
- オズワルドゲオルグバウアー（赤。 ）： heißtは「wirklich」でしたか？ Unsere Erkenntnis zwischen Wahrnehmung undWissenschaft 。オレオ、ヴァアーキルヒェン-シャフトラッハ2000、ISBN 3-923657-54-4 。
- Walter Schweidler（Hrsg。 ）： Menschenleben –Menschenwürde。 InterdisziplinäresシンポジウムツアBioethik 。点灯、ミュンスター2003、ISBN 3-8258-6808-7 。
- Georg Muschalek（Hrsg。 ）： Der Widerstand gegen die AlteMesse 。 Van Seth、デンケンドルフ2007、ISBN 978-3-927057-16-6 。
- Robert Spaemann： Die schlechte Lehre vom gutenZweck 。 DerkorrumpierendeKalkülhinterderSchein-Debatte。で：FAZ vom23。 1999年10月、Bilder undZeitenI。